# Nelson Carmichael
Nelson Graham Carmichael (* 19. November 1965 in Columbus, Ohio) ist ein ehemaliger US-amerikanischer Freestyle-Skier. Er war auf die Buckelpisten-Disziplin Moguls spezialisiert. Bei den Olympischen Winterspielen 1992 gewann er die Bronzemedaille. Zweimal entschied er die Moguls-Disziplinenwertung im Weltcup für sich, zudem gewann er zwölf Einzelwettkämpfe.

## Biografie
Nelson Carmichael kam in Ohio zur Welt und erlernte das Skifahren in Kissing Bridge nahe Buffalo, New York. Im Alter von elf Jahren zog er nach Steamboat Springs, Colorado. Anfangs noch als Skirennläufer im Steamboat Springs Winter Sports Club aktiv, wechselte Carmichael mit 14 Jahren zum Freestyle-Skiing.

### Sportliche Laufbahn
Im Februar 1983 nahm Nelson Carmichael an den internationalen Jugendmeisterschaften in Unterwasser teil und belegte die Ränge zehn und zwölf in Ballett und Moguls. Nach dem Highschool-Abschluss wurde er in die Nachwuchsmannschaft des US-Skiteams aufgenommen und gab im Januar 1984 in Stoneham sein Debüt im Freestyle-Skiing-Weltcup. Er startete anfangs in allen Disziplinen und erreichte als bestes Ergebnis in seiner ersten Saison einen fünften Platz in Campitello Matese. Ab 1984/85 konzentrierte er sich allein auf die Buckelpiste. In Mariazell gelang ihm als Zweitem sein erster Podestplatz, in der Disziplinenwertung klassierte er sich mit Rang acht erstmals unter den besten zehn. Während der beiden folgenden Winter fuhr er regelmäßig unter die Top 10, konnte dabei aber nur einen weiteren Podestplatz erringen. Bei den ersten Weltmeisterschaften in Tignes wurde er Sechster.
Im Winter 1987/88 gelang Carmichael der Durchbruch an die absolute Weltspitze. Einem zweiten Platz zum Auftakt ließ er in La Plagne seinen ersten Weltcupsieg folgen. Nach einem weiteren Sieg in Lake Placid reiste er als Medaillenanwärter zu den Olympischen Spielen von Calgary, wo Freestyle-Skiing erstmals mit Demonstrationswettbewerben vertreten war. Er konnte seiner Favoritenrolle jedoch nicht gerecht werden und kam auf der anspruchsvollen Strecke in Nakiska zu Sturz, wodurch er letztlich Rang zehn belegte. Die Weltcup-Disziplinenwertung entschied er am Saisonende erstmals für sich. Im folgenden Winter setzte er sich mit fünf Weltcupsiegen und vier weiteren Podestplätzen erneut gegen die Konkurrenz durch, im Gesamtweltcup erreichte er als Sechster ein Karrierehoch. Bei den Weltmeisterschaften am Oberjoch konnte er jedoch nicht überzeugen und musste sich mit Platz sieben begnügen.
Danach reduzierte Carmichael sein Programm und nahm 1990 nur an ausgewählten Wettkämpfen teil. Nachdem er auch bei den Weltmeisterschaften 1991 in Lake Placid als Neunter außerhalb der Medaillenränge geblieben war, gewann er seinen sechsten und letzten Moguls-Staatsmeistertitel. Bei den Olympischen Spielen von Albertville gelang ihm als Drittem hinter den Franzosen Edgar Grospiron und Olivier Allamand der Gewinn der Bronzemedaille. Damit holte er nicht nur die erste Freestyle-Olympiamedaille für die USA, sondern auch die erste olympische Medaille eines Athleten aus Colorado. Im März 1992 bestritt er seine letzten Weltcup-Rennen und setzte seine Karriere erfolgreich auf der Profitour fort.

### Weitere Karriere
Nach dem Ende seiner Weltcup-Laufbahn trat Nelson Carmichael in den Skifilmen Black Diamond Rush (1993), Skiing’s Last Stand (1998) und Ride (2000) auf. Daneben wirkte er als Skitrainer und gab seine Expertise bezüglich Freestyle-Skitechnik in verschiedenen Fachzeitschriften ab. Außerdem arbeitete er als Sportkommentator für ABC und ESPN. Carmichael studierte an der University of Colorado Boulder und gründete 1999 ein Unternehmen, das Ski- und Snowboard-Mode vertreibt. In seiner Wahlheimat Steamboat Springs ist er in die Skigebietswerbung sowie Aktiengeschäfte und Immobilienprojekte involviert.
Nelson Carmichael war in den 1990er-Jahren mit der Skiballett-Spezialistin Jan Bucher verheiratet, mit der er einen gemeinsamen Sohn hat. Seit 2012 ist er in zweiter Ehe mit der ehemaligen Skirennläuferin Caroline Lalive verheiratet und lebt mit ihr und zwei gemeinsamen Kindern (* 2015 und 2018) in Steamboat Springs.

## Erfolge

### Olympische Spiele
- Calgary 1988: 10. Moguls (Demonstrationswettbewerb)
- Lillehammer 1992: 3. Moguls

### Weltmeisterschaften
- Tignes 1986: 6. Moguls
- Calgary 1988: 10. Moguls
- Oberjoch 1989: 7. Moguls
- Lake Placid 1991: 9. Moguls

### Weltcupwertungen
| Saison  | Gesamt | Gesamt | Aerials | Aerials | Moguls | Moguls | Ballett | Ballett | Kombination | Kombination |
| Saison  | Platz  | Punkte | Platz   | Punkte  | Platz  | Punkte | Platz   | Punkte  | Platz       | Punkte      |
| ------- | ------ | ------ | ------- | ------- | ------ | ------ | ------- | ------- | ----------- | ----------- |
| 1984    | 9.     | 30     | 15.     | 73      | 18.    | 61     | 33.     | 12      | 9.          | 33          |
| 1984/85 | 24.    | 19     | –       | –       | 8.     | 136    | –       | –       | –           | –           |
| 1985/86 | 24.    | 21     | –       | –       | 6.     | 84     | –       | –       | –           | –           |
| 1986/87 | 22.    | 20     | –       | –       | 6.     | 142    | –       | –       | –           | –           |
| 1987/88 | 9.     | 24     | –       | –       | 1.     | 168    | –       | –       | –           | –           |
| 1988/89 | 6.     | 25     | –       | –       | 1.     | 173    | –       | –       | –           | –           |
| 1989/90 | 42.    | 14     | –       | –       | 15.    | 84     | –       | –       | –           | –           |
| 1990/91 | 17.    | 22     | –       | –       | 5.     | 176    | –       | –       | –           | –           |
| 1991/92 | 16.    | 22     | –       | –       | 4.     | 176    | –       | –       | –           | –           |

### Weltcupsiege
Carmichael errang im Weltcup 31 Podestplätze, davon 12 Siege:
| Datum             | Ort          | Land       | Disziplin |
| ----------------- | ------------ | ---------- | --------- |
| 20. Dezember 1987 | La Plagne    | Frankreich | Moguls    |
| 16. Januar 1988   | Lake Placid  | USA        | Moguls    |
| 9. Dezember 1988  | Tignes       | Frankreich | Moguls    |
| 17. Dezember 1988 | La Plagne    | Frankreich | Moguls    |
| 13. Januar 1989   | Lake Placid  | USA        | Moguls    |
| 11. März 1989     | Voss         | Norwegen   | Moguls    |
| 17. März 1989     | Åre          | Schweden   | Moguls    |
| 20. Januar 1990   | Breckenridge | USA        | Moguls    |
| 12. Januar 1991   | Blackcomb    | Kanada     | Moguls    |
| 16. März 1991     | Pyhätunturi  | Finnland   | Moguls    |
| 12. Dezember 1991 | Morzine      | Frankreich | Moguls    |
| 24. Januar 1992   | Lake Placid  | USA        | Moguls    |

### Weitere Erfolge
- 6 US-amerikanische Meistertitel (Moguls 1985, 1987–1991)
- Coors Light Pro Tour Champion 1993
- 1-800-Collect Pro Event Champion 1995
- SPRINT Bumps and Jumps Champion 1997[2]

## Auszeichnungen
- 1988 und 1989: U.S. Freestyle Skier of the Year (Ski Racing Magazine)[8]
- 1991 und 1992: Ann Hansen Award[9]
- 1992: USOC Skier of the Year[2]
- 2004: Aufnahme in die Colorado Ski and Snowboard Hall of Fame[10]
- 2008: Aufnahme in die U.S. Ski and Snowboard Hall of Fame